# Фирсова, Джемма Сергеевна
Дже́мма Серге́евна Фи́рсова (по мужу — Мико́ша; 27 декабря 1935, Самарканд, Узбекская ССР, СССР — 8 мая 2012, Москва, Россия) — советская и российская киноактриса, кинорежиссёр, общественный деятель. Лауреат Государственной (1973) и Ленинской премии СССР (1980).

## Биография
Джемма Сергеевна Фирсова родилась 27 декабря 1935 года в Самарканде, Узбекской ССР, в семье военного. Во время Великой Отечественной войны её отец, военный инженер, возил девочку по фронтам, мать работала в штабе. С детства увлекалась историей. Поступила на режиссёрский факультет ВГИК, училась на курсе Александра Довженко, в мастерских Сергея Герасимова и Михаила Ромма. В 1966 году окончила ВГИК. Вышла замуж за кинооператора Владислава Микошу.
Работала в документальном кино, разрабатывая, в основном, военную тему. Её фильмы отмечены премиями и наградами на отечественных и международных кинофестивалях.
В 1966 году сняла свой единственный художественный фильм «На полпути к Луне» по рассказу Василия Аксёнова.
Джемма Фирсова обладала, по словам киноведа Владимира Дмитриева, «странной, необычной, „несоветской“ красотой, и ей предлагали играть в кино роли женщин, которые живут своей особой странной жизнью, почти ведьмы, или женщины из другого мира, почти пришельцы».
В конце 1970-х — начале 1980-х годов работала в Госкино СССР главным редактором групп военно-патриотических художественных фильмов. Президент Всесоюзной федерации женского хоккея на траве. В конце 1980-х — начале 1990-х годов — эксперт-координатор программ сохранения и развития российских музеев (Архангельское, Абрамцево, Пушкинский комплекс в Санкт-Петербурге: Музей-Лицей, Музей-квартира Пушкина на Мойке, Музей «Современника» и др.)
После аварии на Чернобыльской АЭС участвовала в создании организации «Союз Чернобыль». Впоследствии была назначена руководителем одной из нескольких независимых экспертных групп по непосредственным причинам аварии на ЧАЭС. Журналист по проблемам экологии, искусства, музыкальный критик; обладатель «Золотого пера», награждена премией журнала «Огонёк», международными премиями. Автор поэтических сборников «Вторая реальность» и «Сны возвращений».
Умерла 8 мая 2012 года. Похоронена на Химкинском кладбище в Москве.

### Личная жизнь
- Муж — Владислав Микоша, кинооператор.

Детей нет.

## Фильмография

### Актриса
- 1957 — Хождение по мукам — Нина Чародеева
- 1960 — Русский сувенир — журналистка
- 1961 — Алые паруса — Лилиан, мать Артура Грея
- 1965 — Родник для жаждущих — Мария
- 1967 — Война и мир — Катишь
- 1968 — Вечер накануне Ивана Купала — ведьма
- 1970 — Чёрное солнце — Николь Готье, советница Мусомбе
- 1971 — Белая птица с чёрной отметиной — Вивдя, сельская колдунья
- 1971 — Озарение — эпизод
- 1972 — Хроника ночи — Света Толмачёва, корреспондент ТАСС
- 1972 — Это сладкое слово — свобода! — Эллен Каррера
- 1977 — Чёрная берёза — Антонина Ивановна
- 1979 — Пани Мария — парикмахерша Верка

### Режиссёр

#### Документальные фильмы
- 1968 — Я часто спрашивал себя — т/о «Экран» и ЦТ
- 1969 — Поезд в Революцию (с В. Микошей)
- 1970 — Стокгольм, который помнит Ленина (с В. Микошей)
- 1972 — Зима и весна сорок пятого — четырёхсерийный фильм т/о «Экран» и ЦТ
- 1974 — Встреча с Джокондой — ЦСДФ
- 1974 — Память навсегда, ЦСДФ
- 1979 — Битва за Кавказ — в 20-серийной эпопее «Великая Отечественная» — ЦСДФ
- 1983 — Предупреждение об опасности, ЦСДФ
- 1985 — Покушение на будущее, ЦСДФ, Приз ФИПРЕССИ на Международном кинофестивале в Карловых Варах
- 2007 — Москва первопрестольная, к/с Экокультура
- 2007 — Государь Император Николай II, к/с Экокультура
- 2009 — Владислав Микоша: Остановивший время — Нижне-Волжская студия кинохроники

#### Художественные фильмы
- 1959 — Последний лист[3].
- 1966 — На полпути к Луне (киноновелла в киноальманахе «Путешествие»).

## Награды и премии
- Главный приз «Золотой голубь» МКФ в Лейпциге (1969) — за фильм «Поезд в Революцию»
- Государственная премия СССР (1973) — за фильм «Зима и весна сорок пятого»
- Серебряная медаль имени А. П. Довженко (1975) — за фильм «Память навсегда»
- Ленинская премия (1980) — за фильм «Битва за Кавказ» в сериале «Великая Отечественная»
- Приз Всесоюзного кинофестиваля (1984) — за фильм «Предупреждение об опасности»
- Приз ФИПРЕССИ на Международном кинофестивале в Карловых Варах (1984) — за фильм «Предупреждение об опасности»
- Приз ФИПРЕССИ на Международном кинофестивале в Карловых Варах (1985) — за фильм «Покушение на будущее»